# 冠達大廈
冠达大厦（丘納德大廈）（英語：Cunard Building）是英國英格蘭城市利物浦的一座二級登錄建築，位於碼頭頂（Pierhead），和皇家利物大廈及利物浦港務大廈相鄰。冠达大廈是利物浦三女神之一及利物浦海事商城的組成部分之一。大廈修建於1914年至1917年，融合了義大利文藝復興和希臘復興式建築風格，曾是老牌轮船公司冠达轮船公司（Cunard Line）的总部。

## 历史
1914年，冠达蒸汽船公司因扩张而计划建设新的公司总部大厦，以便将分散在利物浦的办公室整合在一起。建设地点选择在前乔治码头，位于皇家利物大厦和利物浦港大厦之间。该建筑由建筑师威廉-爱德华-威林克（William Edward Willink）和菲利普-科德威尔-厚尼斯（Philip Coldwell Thicknesse）设计，灵感来自文艺复兴时期意大利的宏伟宫殿。施工方是Holland, Hannen & Cubitts，于1914年至1917年间建造，Mewes and Davis公司的Arthur J. Davis担任该项目的监理顾问。
1934年，冠达汽船公司与白星航运公司合并为冠达白星航运公司，成为世界上最大的客运汽船公司，并促使利物浦成为英国跨大西洋远洋邮轮业的中心。
冠达大楼随即成为新合并公司的中央总部，包含了行政部门、船舶设计部和客运到发总部。
许多著名的船舶都是在冠达大楼开发和设计的，包括RMS Queen Mary、RMS Queen Elizabeth和Queen Elizabeth 2。
由于利物浦是跨大西洋航运的主要港口，而且大楼近默西河，冠达大楼的底层被设计为邮轮乘客到发，类似于今日的机场航厦。客运区域包括头等舱、二等舱和三等舱乘客的独立候车室、订票大厅、行李存放处和货币兑换处。大楼还为冠达公司的司机和船员等轮班雇员提供休息设施。
在第二次世界大战期间，冠达大楼的地下一层被用作附近区域工人的防空洞和利物浦市的中央防空警报总部。
为了确保被德军炸弹直接击中也不会坍塌，地下一层安装了额外的加固钢托梁。
大楼一直是冠达的总部，直到20世纪60年代，冠达决定将其英国业务迁往南安普顿，全球总部则迁往纽约。
冠达随后于1969年将大楼卖给了Prudential plc。
1965年，冠达大厦被英国遗产局授予二级名录建筑地位。
起初，它与皇家利物大楼和利物浦港大楼一起被列在利物浦码头名下。
1985年，每座建筑被晋升为独立的遗产单位。
2001年11月，该建筑被出售给默西塞德养老基金会，该会为默西塞德的公共部门工人提供养老金服务。
如今，该建筑为各种公共和私营机构提供了一系列办公场所。
2008年11月，大楼管理方宣布委任当地建筑师事务所Buttress Fuller Alsop Williams制定保护大楼的计划。
该计划由英国遗产和地方政府的合作，力图保持大厦风貌的前提下改善其功能和品质。
2013年10月，利物浦市议会决定收购冠达大楼用作办公室和邮轮码头。
理事会预计，该大楼将容纳1000名从Millennium House和首都大厦两个租赁办公楼的工作人员，估计可节省130万英镑开支。
然而，由于安装和运营安检和边境管制费用过高，原计划的邮轮码头被搁置。

## 建筑
冠达大厦的建筑风格是意大利文艺复兴和希腊复兴风格的混合体。
其建筑结构形式上受到一定程度的美术风格的影响。
Willink和Caldwell的设计深受意大利建筑师Baldassare Peruzzi的作品以及其他意大利文艺复兴时期宫殿设计的影响，其中罗马的Farnese宫影响最大。
尽管总体上受意大利影响强烈，但在建筑细节体现了希腊风格，而且由于建筑本身比为其提供灵感的意大利宫殿更宏大，其结构形式更多以纽约等地的美国博雅风格建筑为基础 。
冠达大厦大致呈长方形，东西两侧有9个铺位，南北两侧有17个铺位。然而由于它是在皇家利物浦大厦和利物浦港大厦的两侧之后建造的，空间的限制使得东边（向陆）实际上比西边宽30英尺（9米）。 每边的中央托架为进入大厦的主要入口点。每个入口都由一扇大的镶板橡木门组成，由一对凹槽柱子装饰，并有围堰式的天花板。由于它是在乔治码头的旧址上建造的，所以在地下一层的东面边界还能看到原来码头的部分墙体。冠达大楼装饰有细致的雕塑，其中包括一只用后腿抬起的狂暴狮子的雕塑。
大楼的框架由钢筋混凝土建造，然后用波特兰石包覆。
大楼外面装饰着几座精细的雕塑，包括不列颠尼亚和海王星的雕塑，以及其他代表和平、战争和风暴的雕塑。
还有黄道十二宫的雕塑和第一次世界大战期间英国盟国的国徽。
建筑物上的另一系列雕塑描绘了来自世界各地的不同种族，这反映了冠达公司的全球业务。
大理石被用来装饰建筑物内部的几个部分，特别是连接南北入口的底层走廊。
大理石是从意大利和希腊的几个地方进口的，包括Attica、Carrara和Arni Alto。
由于冠达大楼最初的用途是商旅办公混合的，因此大楼内有各种特色，反映了不同区域的原始用途。
最初设计和使用中，冠达的行政设施位于上层，由于设计设施需要大量的光线，这些房间被开发成包括屋顶的顶灯和大窗户，以最大限度地利用自然光。
位于一楼的头等舱旅客休息室内则有高级装潢。这些豪华装饰也出现在位于五楼“指挥部”的前会议室，可以俯瞰下方的默西河。
冠达大楼有很大的地下室和地下一层，最初是用作公司财产和乘客行李的储存设施。
地下室里还存放着煤炭，由一条小铁轨连接着锅炉房，用于为大楼供暖。
地下室的许多原始特征仍然存在，包括木质行李架、船舶日志和其他海事文件。
若干个安全地窖，一开始是用来存放贵重乘客物品的，现在仍然用来存放与冠达大楼有关的历史文件、图纸和蓝图，还有一些冠达的船只图纸，如皇家玛丽皇后号 。

## 冠达战争纪念碑
冠达战争纪念碑位于冠达大厦的西侧，是为了纪念在第一次世界大战和后来的第二次世界大战中遇难的冠达员工而建立的。
是一座二级保护纪念碑，由阿瑟-戴维斯设计的。阿瑟曾在冠达大厦的建设过程中担任顾问。
它大约建于1920年，尽管直到1921年才由德比伯爵爱德华-斯坦利正式揭幕。
在坐落在码头头之前，这座纪念碑曾在伦敦皇家艺术学院展出过。
纪念碑由一尊大型青铜雕像组成，雕像坐落在多立克风格的柱子上，柱子本身有一个基座。
雕像由亨利-阿尔弗雷德-佩格拉姆（Henry Alfred Pegram）雕刻，而约翰-斯塔布斯（John Stubbs & Sons）提供了石工工艺。
由于建筑师希望纪念碑与库纳德大楼的设计保持一致，戴维斯设计的纪念碑与希腊建筑的特点相匹配。
顶部的人物是人，据说他代表胜利，站在罗马船的船头之上。
在他的周围还有其他的海军参照物，包括绳索、锚和炮弹。
第二次世界大战后，纪念碑成为献给所有在两次战争中牺牲的冠达雇员的纪念碑。纪念碑一侧的碑文是 "Pro Patria"，是拉丁文 "为了自己的国家 "的意思。

## 外部連結
- Liverpool World Heritage Site: Cunard Building
- Flickr （页面存档备份，存于） interior
- Images of England

53°24′18″N 2°59′43″W / 53.4051°N 2.9954°W